# اجکوبا
اجکوبا (به اسپانیایی: Ajacuba) یک منطقهٔ مسکونی در مکزیک است که در ایالت ایدالگو واقع شده‌است.

## خصوصیات
اجکوبا ۱۹۲٫۷ کیلومترمربع مساحت و ۱۶٬۱۱۱ نفر جمعیت دارد.